# Hohnhorst
Hohnhorst település Németországban, azon belül Alsó-Szászország tartományban. Lakosainak száma 2181 fő (2023. december 31.). Hohnhorst Bad Nenndorf, Suthfeld, Haste és Wunstorf községekkel határos.

## Népesség
A település népességének változása:
| Lakosok száma | 2086 | 2087 | 2114 | 2078 | 2136 | 2181 |
|               | 2016 | 2017 | 2019 | 2021 | 2022 | 2023 |